# Adam Rzeszowski
Adam z Żerkowa Rzeszowski (zm. 1583) – ostatni z linii rodu Rzeszowskich mających prawo dziedziczenia miasta Rzeszowa. Przed 1583 nadał rzeszowskim krawcom przywilej cechowy. Miał brata Mikołaja, który zmarł w 1574. Jego żoną była Elżbieta Kormanicka. Podobnie jak brat, zmarł bezpotomnie. Po śmierci jego ziemie przeszły na własność Mikołaja Spytka Ligęzy, męża jego siostry Zofii. Przeżywszy Zofię, Ligęza ożenił się następnie z wdową po Adamie, Elżbietą, kontynuując w ten sposób przejmowanie ziem rzeszowskich.